# Trichomorpha esulcata
Trichomorpha esulcata är en mångfotingart som beskrevs av Loomis 1975. Trichomorpha esulcata ingår i släktet Trichomorpha och familjen Chelodesmidae. Inga underarter finns listade i Catalogue of Life.